# Alexander Gorkow
Alexander Gorkow (* 22. August 1966 in Düsseldorf) ist ein deutscher Schriftsteller und Journalist.

## Leben
Alexander Gorkow studierte Mediävistik, Germanistik und Philosophie. Seit 1993 ist er bei der Süddeutschen Zeitung tätig. Von 1995 bis 1998 war er Landtagskorrespondent der SZ. 2002 übernahm er die neu gestartete Samstagsbeilage SZ am Wochenende, seit 2009 ist er Leiter der Seite Drei der SZ.
2003 veröffentlichte er den Roman Kalbs Schweigen. 2007 folgte sein von der Kritik gelobter Roman Mona. Er erzählt von einem Spezialisten für Kühlkettensysteme namens Blum, der in Bukarest im Chaos landet und sich unsterblich in die rumänische Schöne Mona verliebt.
2012 erhielt er, zusammen mit Fotograf Andreas Mühe, für die im SZ-Magazin erschienene Reportage USA, 20.56 Uhr den Deutschen Reporterpreis in der erstmals vergebenen Kategorie Grand Prix. 
2017 erschien sein Roman Hotel Laguna: Meine Familie am Strand. Er porträtiert darin seine Familie auf eine heitere, selbstironische Art und zeichnet ein Sittengemälde vom Reisen, von den frühen Siebzigerjahren bis in das heutige Zeitalter digitaler Reiseportale. 2018 wurde er für das beste Interview des Jahres mit dem Deutschen Reporterpreis ausgezeichnet.
Alexander Gorkow ist in zweiter Ehe mit Julie Gruenwald verheiratet und hat drei Kinder.

## Werke
- Kalbs Schweigen. Heyne, München 2003, ISBN 3-453-86891-9.
- Zusammen mit Rebecca Casati: Wieso fragen Sie das? Verlag Moderne Industrie, Landsberg 2004, ISBN 3-636-06119-4.
- Mona. Kiepenheuer & Witsch, Köln 2007, ISBN 3-462-03915-6.
- Draußen scheint die Sonne: Interviews mit.... Kiepenheuer & Witsch, Köln 2008, ISBN 3-462-04063-4.
- Hotel Laguna: Meine Familie am Strand, Kiepenheuer & Witsch, Köln 2017, ISBN 3-462-05116-4.
- Die Kinder hören Pink Floyd, Kiepenheuer & Witsch, Köln 2021, ISBN 978-3-462-05298-5.

Herausgeber
- Till Lindemann: In stillen Nächten, Kiepenheuer & Witsch, 2013

## Auszeichnungen
- 2012: Theodor-Wolff-Preis in der Kategorie „Allgemeines“ für seinen Text Ein anderes Leben.[5]
- 2018: Deutscher Reporterpreis für ein mit Roger Waters geführtes und unter dem Titel Der Aktivist erschienenes Interview.[6]